# Athletissima 2018
L'Athletissima 2018 è stato la 43ª edizione dell'annuale meeting di atletica leggera, e si è disputato allo stadio polifunzionale Stade Olympique de la Pontaise di Losanna, il 4 e il 5 luglio 2018. Il meeting è stato l'ottava tappa del circuito di atletica leggera IAAF Diamond League 2018.

## Programma

### Giorno 1
| # | Orario | Specialità       |
| - | ------ | ---------------- |
| 1 | 18:00  | Salto con l'asta |

### Giorno 2
| # | Orario | Specialità         |
| - | ------ | ------------------ |
| 1 | 19:20  | Getto del peso     |
| 2 | 20:22  | 110 metri ostacoli |
| 3 | 20:30  | Salto in alto      |
| 4 | 20:45  | Salto triplo       |
| 5 | 21:02  | 5000 metri         |
| 6 | 21:18  | 400 metri ostacoli |
| 7 | 21:30  | 200 metri          |

| # | Orario | Specialità             |
| - | ------ | ---------------------- |
| 1 | 19:10  | Lancio del giavellotto |
| 2 | 19:15  | Salto in lungo         |
| 3 | 20:02  | 400 metri              |
| 4 | 20:12  | 200 metri              |
| 5 | 20:15  | Salto con l'asta       |
| 6 | 20:32  | 800 metri              |
| 7 | 20:42  | 400 metri ostacoli     |
| 8 | 20:52  | 100 metri              |
| 9 | 21:28  | 1500 metri             |

     Specialità valide per la Diamond League

## Risultati
Di seguito i primi tre classificati di ogni specialità.

### Uomini
| Specialità         |                   | Prestazione | 2º classificato      | Prestazione | 3º classificato         | Prestazione |
| 200 metri          | Noah Lyles        | 19"69       | Michael Norman       | 19"88       | Alex Quiñones           | 20"08       |
| 5000 metri         | Birhanu Balew     | 13'01"09    | Selemon Balega       | 13'02"67    | Abadi Hadis             | 13'03"62    |
| 110 metri ostacoli | Sergey Shubenkov  | 12"88       | Devon Allen          | 13"91       | Pascal Martinot-Lagarde | 13"91       |
| 400 metri ostacoli | Abderrahman Samba | 47"42       | Karsten Warholm      | 47"94       | Yasmani Copello         | 48"85       |
| Salto in alto      | Danil Lysenko     | 2.37 m      | Brandon Starc        | 2.29 m      | Jeron Robinson          | 2.29 m      |
| Salto triplo       | Christian Taylor  | 17.62 m     | Pedro Pablo Pichardo | 17.61 m     | Chris Benard            | 16.92 m     |
| Salto con l'asta   | Renaud Lavillenie | 5.91 m      | Paweł Wojciechowski  | 5.84 m      | Sam Kendricks           | 5.77 m      |
| Getto del peso     | Tomas Walsh       | 21.92 m     | Darlan Romani        | 21.38 m     | Michał Haratyk          | 21.21 m     |

| Specialità             |                    | Prestazione | 2º classificato | Prestazione | 3º classificato    | Prestazione |
| 100 metri              | Marie Josée Ta Lou | 10"90       | Elaine Thompson | 10"99       | Jenna Prandini     | 11"00       |
| 200 metri              | Gabrielle Thomas   | 22"47       | Jamile Samuel   | 22"68       | Shericka Jackson   | 22"84       |
| 400 metri              | Salwa Eid Naser    | 49"78       | Jessica Beard   | 50"40       | Shakima Wimbley    | 50"58       |
| 800 metri              | Francine Niyonsaba | 1'57"80     | Ajeé Wilson     | 1'58"20     | Habitam Alemu      | 1'58"38     |
| 1500 metri             | Shelby Houlihan    | 3'57"34     | Laura Muir      | 3'58"18     | Sifan Hassan       | 3'58"39     |
| 400 metri ostacoli     | Shamier Little     | 53"41       | Janieve Russell | 53"46       | Georganne Moline   | 53"90       |
| Salto in lungo         | Malaika Mihambo    | 6.90 m      | Ivana Španović  | 6.90 m      | Caterine Ibargüen  | 6.77 m      |
| Salto con l'asta       | Katerina Stefanidi | 4.82 m      | Jennifer Suhr   | 4.82 m      | Anzhelika Sidorova | 4.82 m      |
| Lancio del giavellotto | Nikola Ogrodnikova | 65.02 m     | Shiying Liu     | 64.46 m     | Martina Ratej      | 63.28 m     |

     Prestazione che stabilisce il nuovo record del meeting.